# Jagged Edge
Jagged Edge é uma banda norte-americana de R&B formada em 1995 em Atlanta, Georgia.

## Historia
O grupo teve uma série de singles de sucesso, muitos dos quais são produzidos por Jermaine Dupri. Os membros do grupo são irmãos gêmeos, como os idênticos vocalistas Brandon e Brian Casey, bem como Kyle Norman e Richard Wingo. Além de escrever boa parte do material do grupo, os irmãos Casey também escreveram para os artistas Usher, Nivea e Toni Braxton .
Richard Wingo entro depois no grupo,após ser adicionado por Kandi Burruss do Xscape, ela que o recomendou. Kandi foi quem atraiu Jermaine Dupri para dar atenção ao grupo, que os levou a assinar com a sua Columbia Records distribuída imprint, So So Def Recordings.

## Discografia
- 1998 - A Jagged Era
- 1999 - J.E. Heartbreak
- 2001 - Jagged Little Thrill
- 2003 - Hard
- 2006 - Jagged Edge
- 2007 - Baby Makin' Project